# Jump (Djumbo)
Jump is het debuutalbum van de populaire meidengroep Djumbo. Het kwam op 9 mei 2005 uit.

## Singles
- Hide & Seek (Pak me dan) (6 september 2004)
- Eyahe (Ik wil met jou) (12 februari 2005)
- The Djumbo Jump (2 juli 2005)
- Made to Love You (29 oktober 2005)

## Tracklist
1. Hide & Seek (Pak me dan)
2. Call Me
3. Made to Love You
4. Going Up
5. Get Out
6. Bye Bye Bye
7. Know My Name
8. Eyahe (Ik wil met jou)
9. On My Own
10. Time Out
11. The Djumbo Jump
12. Lullaby
13. Hide & Seek (Catch Us If You Can)
14. Eyahe (Wanna Be with You)